# White Haven
White Haven is een plaats (borough) in de Amerikaanse staat Pennsylvania, en valt bestuurlijk gezien onder Luzerne County.

## Demografie
Bij de volkstelling in 2000 werd het aantal inwoners vastgesteld op 1182.
In 2006 is het aantal inwoners door het United States Census Bureau geschat op 1156, een daling van 26 (-2,2%).

## Geografie
Volgens het United States Census Bureau beslaat de plaats een oppervlakte van
3,1 km², geheel bestaande uit land. White Haven ligt op ongeveer 421 m boven zeeniveau.

## Plaatsen in de nabije omgeving
De onderstaande figuur toont nabijgelegen plaatsen in een straal van 16 km rond White Haven.

## Geboren
- Darin Young (1973), darter